# Solarschmelzofen

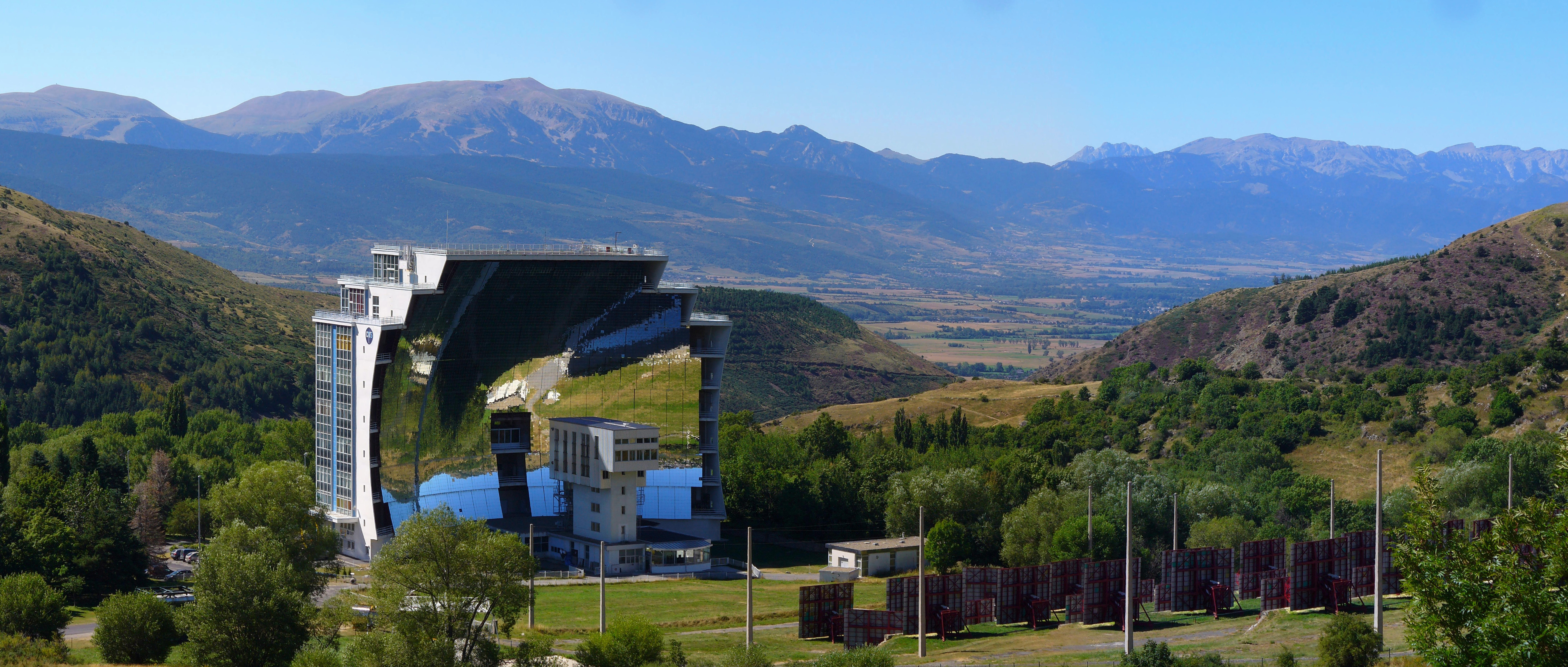
Sonnenofen von Odeillo in Frankreich (Detailansicht)

Ein Solarschmelzofen oder Sonnenofen ist ein optisches System zur Bereitstellung konzentrierter Sonnenstrahlung. Die konzentrierte Energie des Sonnenlichts kann für die einfache Erhitzung eines Materials, Alterungsexperimente von Kunststoffen oder Lacken, endotherme chemische Reaktionen oder für Belastungsexperimente mit mechanischen oder elektrischen Bauteilen verwendet werden.

## Bauformen
Das konzentrierende Bauteil eines Sonnenofens funktioniert im Prinzip wie ein Brennglas. Aus technischen Gründen wird jedoch ein Hohl- bzw. Parabolspiegel benutzt, der das von der Sonne einfallende Licht in einem Brennpunkt bündelt. Die reflektierende Fläche dieses Konzentrators kann von einem Quadratmeter bis zu einigen 100 Quadratmetern groß sein. Werden größere Flächen benötigt, verwendet man in der Regel ein Heliostatenfeld, bei dem mehrere Planspiegel das Licht auf einen Punkt abbilden.
Um eine optimale Ausleuchtung des Konzentrators zu gewährleisten, ist es nötig, den Heliostaten kontinuierlich der Sonne nachzuführen. Dies wird entweder von einer Software geleistet, die ständig den aktuellen Sonnenstand berechnet, oder es wird ein Sensor benutzt, der den Sonnenstand ermittelt und so für eine Nachführung des Heliostaten sorgt.
Für einen Sonnenofen mit Konzentrator sind in der Praxis drei mögliche Geometrien realisiert:
- direkt nachgeführter Konzentrator,
- ortsfester on-axis-Konzentrator mit nachgeführtem Heliostat,
- ortsfester off-axis-Konzentrator mit nachgeführtem Heliostat.

Bei größeren Konzentratoren sind diese aus einzelnen planen Spiegeln, bzw. in einer fresnelschen Anordnung, aus einzelnen fokussierenden Spiegeln zusammengesetzt. Man erreicht Konzentrationen bis zu einigen 10.000 Sonnen.
Die reflektierenden Bauteile müssen gewissen qualitativen Kriterien entsprechen. So ist es wichtig, dass die Reflektivität möglichst hoch, bzw. genau bekannt ist, ebenso wie die Streuung der reflektierenden Fläche. Auch sind die zu reflektierenden Wellenlängen ein wichtiges Kriterium, wenn man zum Beispiel die UV (A, B) – Anteile des Sonnenlichts nutzen möchte.
Voraussetzung für eine effektive Konzentration ist gerichtetes direktes Sonnenlicht. Somit spielen die klimatischen Bedingungen am Standort eines Sonnenofens eine wichtige Rolle.
Der größte Solarofen ist der Megawatt Solar Furnace (MWSF) in Odeillo in den französischen Pyrenäen. Die 1968 fertiggestellte Anlage verfügt über einen achtgeschossigen Parabolreflektor mit einer Gesamtfläche von 1.830 m². Eine Anordnung von 63 Heliostaten lenkt das Sonnenlicht auf diesen. Jeder der 63 Heliostaten misst 6 m mal 7,5 m, was eine Gesamtfläche von 2.835 m² ergibt. Der Parabolreflektor bündelt das Licht dann auf einen kleinen Punkt im angrenzenden Laborgebäude. Hier wird rund 1 Megawatt Sonnenenergie auf eine Fläche von etwa 80 cm Durchmesser konzentriert. Der Punkt, an dem das Licht gebündelt wird, kann auf Temperaturen von über 3.000 °C erhitzt werden. Die Anlage ermöglicht es Forschern, Proben auf extreme Temperaturen zu erhitzen, ohne dass Schadstoffe, wie bei herkömmlichen, fossil betriebenen Brennöfen erzeugt werden.

## Sonnenöfen (Versuchsanlagen)
- Mont-Louis, Frankreich: Prototyp von 1949 von Félix Trombe (1906–1985), 50 kW, 1 Heliostat, 1 Parabolspiegel
- White Sands Missile Range, New Mexico, USA; ursprünglich in Natick, Massachusetts, USA:[5] Leistung: 30 kW,[6] 1 Heliostat, 1 Parabolspiegel[7]
- Köln, Deutschland: Hochflussdichte-Sonnenofen des DLR, Leistung: 25 kW, Konzentration: bis 5200-faches Sonnenlicht
- Font-Romeu-Odeillo-Via, Frankreich: Sonnenofen von Odeillo, 1000 kW, in Betrieb seit 1968, 63 Heliostaten, 1 Parabolspiegel
- Parkent, Usbekistan: Heliokomplex „Sonne“ (russ.: Гелиокомплекс «Солнце»), 1000 kW, in Betrieb seit 1987, 62 Heliostaten, 1 Parabolspiegel
- Provinz Almería, Spanien: Plataforma Solar de Almería, Heliostatenfeld mit 20.000 m2 Gesamtfläche